# Desmostylus
Il desmostilo (gen. Desmostylus) è un mammifero marino estinto, appartenente ai desmostili. Visse tra il Miocene inferiore e il Miocene superiore (circa 23 - 8 milioni di anni fa) e i suoi resti fossili sono stati ritrovati in Nordamerica e in Asia.

## Descrizione
Questo animale era di grosse dimensioni; la lunghezza poteva superare il metro e ottanta e il peso doveva aggirarsi sui duecento chilogrammi. Possedeva un corpo massiccio con un ampio sterno; le zampe erano anch'esse massicce, vagamente simili a quelle di un ippopotamo. È probabile che, nell'animale in vita, le zampe fossero palmate. Il cranio di Desmostylus era molto particolare: possedeva un lungo muso con gli incisivi allungati, robusti e simili a zanne, proiettati in avanti e leggermente divergenti. Dietro agli incisivi e i canini vi era un lungo diastema; i premolari e i molari erano molto arretrati e possedevano una particolarissima morfologia: le cuspidi erano modificate in strutture simili a colonne pressate l'una accanto all'altra. I denti erano rivestiti da uno spesso strato di smalto. Le narici, inoltre, erano molto arretrate, il palato era stretto e alto e le orbite erano sopraelevate rispetto al tetto cranico. Desmostylus era caratterizzato, rispetto ad altri desmostili più arcaici, di un'eminenza mediana nell'osso dentale, che suggerisce un particolare punto di inserzione per i muscoli delle fauci.
Il corpo era a forma di botte, con un ampio sterno dotato di sternebre piatte e larghe; le zampe erano massicce e dotate di quattro dita dotate di zoccoli; benché massicce, le zampe non erano probabilmente in grado di sostenere compiutamente il peso di Desmostylus sulla terraferma. La coda era molto corta.

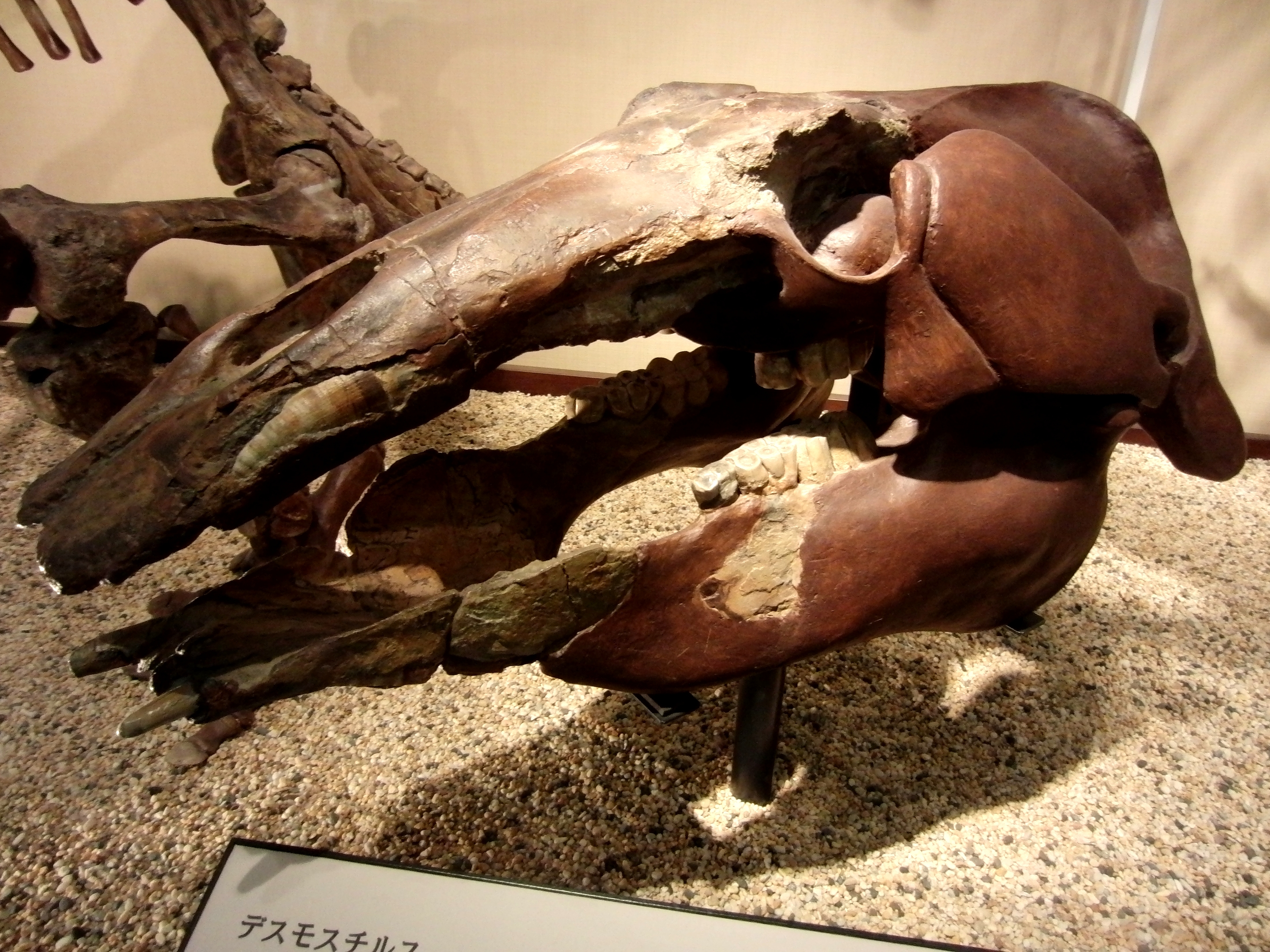
Cranio di Desmostylus japonicus

## Classificazione
I primi fossili di Desmostylus vennero scoperti nei pressi della missione di San Jose in California, e vennero descritti da Othniel Charles Marsh nel 1888. Marsh non riconobbe la vera natura di questo animale dal momento che i fossili erano molto incompleti (alcuni denti isolati) e ritenne che questo animale, che denominò Desmostylus hesperus, fosse un sirenio forse parente dei dugongidi Metaxytherium e Halicore (un nome desueto del dugongo). 
Solo quando, nel 1902, venne descritto un cranio pressoché completo appartenente a una nuova specie proveniente dal Giappone (D. japonicus), emersero i primi dubbi sulla natura di Desmostylus; tuttavia, si dovettero aspettare ancora cinquant'anni prima che gli studiosi riconoscessero questo animale e i suoi stretti parenti (come Paleoparadoxia) come membri di un ordine a sé stante di mammiferi marini, i Desmostylia. In ogni caso, i dubbi riguardanti la classificazione dei desmostili non sono ancora stati chiariti del tutto. 
Oltre alla specie tipo e alla specie giapponese, al genere Desmostylus è stata ascritta anche la specie D. coatingensis, inizialmente descritta in un genere a sé stante, Vanderhoofius. I fossili di questa specie sono stati ritrovati nella zona del fiume Garza in California, in terreni databili tra i 16 e gli 11 milioni di anni fa. La specie tipo, D. hesperus, è nota per una quantità di resti ritrovati in numerosi giacimenti in varie località dell'anello del Pacifico (California, Oregon, Washington, Messico, Russia, Giappone) in un range stratigrafico molto ampio (tra i 23 e gli 8 milioni di anni fa), ed è probabile che questi fossili rappresentino in realtà varie cronospecie. A tutti gli effetti, a questa specie sono state attribuite in passato numerose altre specie (D. watasei, D. cymatias, D. californicus, D. mirabilis, D. minor, Desmostylella typica) che poi sono risultate essere varianti intraspecifiche basate su differenze minori nella morfologia dentaria (Uno e Kimura, 2004). D. japonicus, dall'orizzonte stratigrafico ben definito (circa 18 milioni di anni fa), è considerata una specie valida sulla base di differenze nella morfologia cranica.

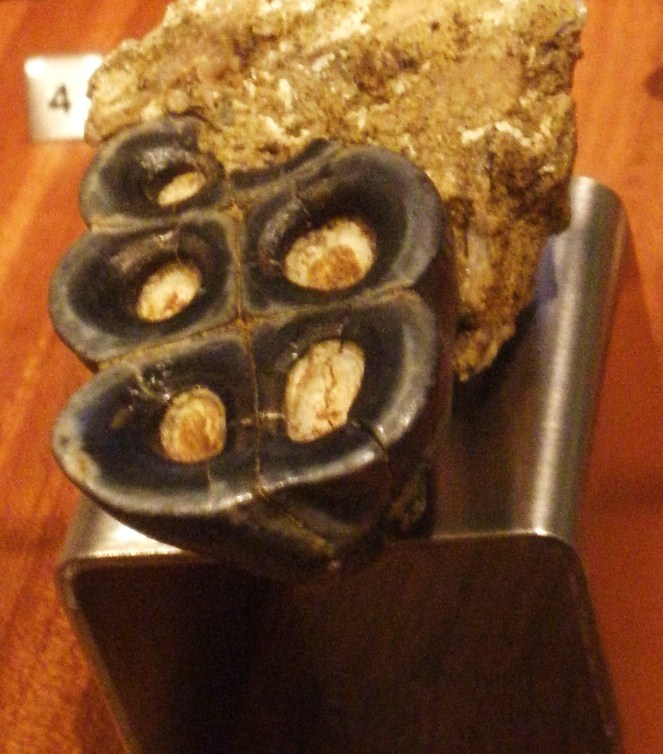
Dente di Desmostylus hesperus

## Paleoecologia
Probabilmente Desmostylus era un animale completamente acquatico, che viveva nelle acque basse delle zone costiere, solitamente profonde meno di 30 metri (Matsui et al., 2017). Recenti studi sugli isotopi stabili hanno indicato che Desmostylus probabilmente viveva (o passava la maggior parte del suo tempo) in ecosistemi di acqua dolce o di estuario, nutrendosi di piante di acqua dolce (Clementz et al., 2003).
La struttura ossea meno densa di quella di altri desmostili suggerisce che Desmostylus avesse uno stile di vita da nuotatore attivo e che probabilmente si nutrisse nei pressi della superficie, al contrario di altri desmostili quali Paleoparadoxia, che si spostavano prevalentemente nei pressi del fondale (Hayashi et al., 2013).